# ماريكوبا (كاليفورنيا)
ماريكوبا (بالإنجليزية: Maricopa )‏ هي إحدى مدن مقاطعة كيرن، كاليفورنيا. تم إعطاءها لقب مدينة في 25 يوليو، 1911.

## التركيبة السكانية
حدّد مكتب تعداد الولايات المتحدة بيانات التركيبة السكانية لماريكوبا في تعداد الولايات المتحدة. في ما يلي، التركيبة السكانية حسب تعدادي 2000 و2010.

### تعداد عام 2000
بلغ عدد سكان ماريكوبا 1,111 نسمة بحسب تعداد عام 2000، وبلغ عدد الأسر 404 أسرة وعدد العائلات 302 عائلة مقيمة في المدينة. في حين سجلت الكثافة السكانية 285.6 نسمة لكل كيلومتر مربع (739.7/ميل2). وبلغ عدد الوحدات السكنية 460 وحدة بمتوسط كثافة قدره 118.3 لكل كيلومتر مربع (306.4/ميل2).
وتوزع التركيب العرقي للمدينة بنسبة 85.87% من البيض و1.98% من الأمريكيين الأصليين و0.45% من الأمريكيين ذوي الأصول الآسيوية و8.91% من الأعراق الأخرى و2.79% من عرقين مختلطين أو أكثر و13.50% من الهسبانيون أو اللاتينيون من أي عرق.
بلغ عدد الأسر 404 أسرة كانت نسبة 38.1% منها لديها أطفال تحت سن الثامنة عشر تعيش معهم، وبلغت نسبة الأزواج القاطنين مع بعضهم البعض 59.2% من أصل المجموع الكلي للأسر، ونسبة 11.1% من الأسر كان لديها معيلات من الإناث دون وجود شريك،  بينما كانت نسبة 4.5% من الأسر لديها معيلون من الذكور دون وجود شريكة وكانت نسبة 25.2% من غير العائلات. تألفت نسبة 23.5% من أصل جميع الأسر من عدة أفراد يعيشون في نفس المنزل ونسبة 9.2% كانت تتألف من شخص يعيش بمفرده يبلغ من العمر 65 عاماً أو أكثر. وبلغ متوسط حجم الأسرة المعيشية 2.75، أما متوسط حجم العائلات فبلغ 3.22.
بلغ العمر الوسطي للسكان 36.4 عاماً. وكانت نسبة 29.8% من القاطنين تحت سن الثامنة عشر، وكانت نسبة 7% بين الثامنة عشر والرابعة والعشرين عاماً، ونسبة 25.8% كانت واقعةً في الفئة العمرية ما بين الخامسة والعشرين والرابعة والأربعين عاماً، ونسبة 26.1% كانت ما بين الخامسة والأربعين والرابعة والستين، ونسبة 11.3% كانت ضمن فئة الخامسة والستين عاماً فما فوق. يوجد لكل 100 أنثى 111.6 ذكر، ويوجد لكل 100 أنثى في الثامنة عشر من عمرها فما فوق 105.3 ذكر.
بلغ متوسط دخل الأسرة في المدينة 27,917 دولارًا، أما متوسط دخل العائلة فبلغ 31,761 دولارًا. وكان متوسط دخل الذكور 31,161 دولارًا مقابل 23,333 دولارًا للإناث. وسجل دخل الفرد الخاص بالمدينة 15,692 دولارًا. وكانت نسبة 15.6% من العائلات ونسبة 21.3% من السكان تحت خط الفقر، وكان من هؤلاء نسبة 27.7% تحت سن الثامنة عشر ونسبة 4.5% في الخامسة والستين من العمر وما فوق.

### تعداد عام 2010
بلغ عدد سكان ماريكوبا 1,154 نسمة بحسب تعداد عام 2010، وبلغ عدد الأسر 414 أسرة وعدد العائلات 291 عائلة مقيمة في المدينة. في حين سجلت الكثافة السكانية 296.7 نسمة لكل كيلومتر مربع (768.4/ميل2). وبلغ عدد الوحدات السكنية 466 وحدة بمتوسط كثافة قدره 119.8 لكل كيلومتر مربع (310.3/ميل2).
وتوزع التركيب العرقي للمدينة بنسبة 83.02% من البيض و0.09% من الأمريكيين الأفارقة و2.34% من الأمريكيين الأصليين و1.39% من الأمريكيين ذوي الأصول الآسيوية و0.17% من سكان جزر المحيط الهادئ و9.71% من الأعراق الأخرى و3.29% من عرقين مختلطين أو أكثر و20.10% من الهسبانيون أو اللاتينيون من أي عرق.
بلغ عدد الأسر 414 أسرة كانت نسبة 37.9% منها لديها أطفال تحت سن الثامنة عشر تعيش معهم، وبلغت نسبة الأزواج القاطنين مع بعضهم البعض 46.1% من أصل المجموع الكلي للأسر، ونسبة 15.9% من الأسر كان لديها معيلات من الإناث دون وجود شريك،  بينما كانت نسبة 8.2% من الأسر لديها معيلون من الذكور دون وجود شريكة وكانت نسبة 29.7% من غير العائلات. تألفت نسبة 22% من أصل جميع الأسر من عدة أفراد يعيشون في نفس المنزل ونسبة 8% كانت تتألف من شخص يعيش بمفرده يبلغ من العمر 65 عاماً أو أكثر. وبلغ متوسط حجم الأسرة المعيشية 2.79، أما متوسط حجم العائلات فبلغ 3.20.
بلغ العمر الوسطي للسكان 39.4 عاماً. وكانت نسبة 26.5% من القاطنين تحت سن الثامنة عشر، وكانت نسبة 9.7% بين الثامنة عشر والرابعة والعشرين عاماً، ونسبة 21.8% كانت واقعةً في الفئة العمرية ما بين الخامسة والعشرين والرابعة والأربعين عاماً، ونسبة 30.2% كانت ما بين الخامسة والأربعين والرابعة والستين، ونسبة 11.7% كانت ضمن فئة الخامسة والستين عاماً فما فوق. وتوزع التركيب الجنسي للسكان بنسبة 50.4% ذكور و49.6% إناث.